# Real Racing Club de Santander
O Real Racing Club de Santander, também conhecido como Racing ou Racing de Santander, é um clube de futebol da Espanha. Sua sede está localizada na cidade de Santander.

## História
A história do futebol na cidade de Santander é mais antiga que o Racing propriamente dito. Há registros de partidas disputadas desde 1902. Os amistosos, porém, eram sempre realizados de maneira informal, muitas vezes sem a indumentária necessária.
A fundação do Racing Santander só aconteceria em 23 de fevereiro de 1913, quando um grupo de jovens resolveu organizar um clube. Nos anos seguintes, o time se preocupava em firmar-se no esporte regional, disputando torneios locais de menor importância. Como não tinha um adversário direto em sua cidade, o Racing enfrentava o Athletic Bilbao. A rivalidade, no entanto, não pôde ser cultivada por muito tempo, já que os clubes de Santander entraram em conflito com os de Bilbao no começo da década de 1920, quando os últimos ganharam poder na federação regional.
Daí até a criação de La Liga, que aconteceu em 1929, o Racing jogou pouco, devido à falta de equipes capacitadas na cidade. Mesmo com poucos jogos nos anos anteriores, o time foi lembrado para a primeira divisão da competição.
Nos dois anos iniciais, campanhas decepcionantes quase levaram o Racing à segunda divisao espanhola. No ano 1930/31, porém, o clube surpreendeu, e teve o melhor desempenho de sua história. Foi segundo colocado do certame, ficando atrás apenas do campeão, o Athletic Bilbao.
Com seguidas boas posições no Campeonato Espanhol, o Racing Santander se firmava na elite e se aproximava cada vez mais do título. Só que a paralisação de três anos por causa da Guerra Civil Espanhola minou os planos do clube.
No retorno aos gramados, em 1939/40, o time não correspondeu às expectativas e acabou caindo à segunda divisão. Foram dez anos buscando um acesso, que só veio no fim da década de 1940. As temporadas longe da elite parecem ter tirado o fôlego do clube. Foram cinco anos sem brilho na primeira divisão, que culminaram com o rebaixamento em 1954/55.
Começava, então, o período mais sombrio da história do Racing. Na década de 1960, o time ficou na primeira divisão em apenas duas temporadas (1960/61 e 1961/62). Nos anos 1970, também se manteve irregular, com apenas cinco participações.
Na década seguinte, mais alternância de divisões, e o Racing Santander não conseguia boas campanhas quando em La Liga. A estabilidade só viria nos anos 1990. Com o acesso em 1993/94, o Racing Santander começava a se firmar entre os melhores do país. Sempre com campanhas tímidas, o clube conseguia, apesar de tudo, evitar a constante ameaça do rebaixamento.
Conseguiu, então, uma boa sequência na primeira divisão, só quebrada em 2000/01, quando o time caiu e recuperou-se logo no ano seguinte. Na temporada 2011-12, Los Racinguistas voltaram a amargar uma queda para a Segunda Divisão Espanhola (Liga Adelante) ao terminarem em vigésimo (e último) lugar, com apenas 27 pontos.
A crise se instalou de vez no Racing após o clube da Cantábria amargar a queda para a Terceira Divisão Espanhola (Segunda División B), terminando outra vez em vigésimo, com 46 pontos (um atrás do Murcia e quatro atrás do Guadalajara, rebaixado por problemas financeiros).
Em 30 de janeiro de 2014, o Racing deveria enfrentar a Real Sociedad pelas quartas-de-final da Copa do Rei 2013-14, mas os jogadores, que não recebiam salário desde outubro de 2013 (alguns não recebiam desde agosto), fizeram um protesto contra a situação da equipe; eles pediram a saída do conselho de administração e do presidente Ángel Lavín. A arbitragem decidiu, então, cancelar o jogo. Tal atitude foi apoiado pela torcida do Racing, que exigiram também a demissão do presidente, oficializada no dia 31. A Real Sociedad foi declarada vencedora por WO, e o Racing foi punido com sua exclusão da Copa do Rei 2014-15 da Copa do Rei, mesmo com a possibilidade de cancelamento da sanção pela Federação Espanhola de Futebol.
Lavín foi substituído na presidência por Juan Antonio Sañudo, ex-jogador do clube entre 1978 e 1987 e entre 1992 e 1993. Sua escolha foi praticamente unânime entre os acionistas.

## Elenco
Atualizado em 8 de dezembro de 2024.
Legenda
- : Capitão

## Títulos
| NACIONAIS  | NACIONAIS                        | NACIONAIS | NACIONAIS |
|            | Competição                       | Títulos   | Temporadas |
|            | Liga Espanhola de Futebol        | 1         | 1927-28 |
| semmdolura | Campeonato Espanhol - 2ª Divisão | 2         | 1949-50 e 1959-60 |
| semmdolura | Campeonato Espanhol - 3ª Divisão | 5         | 1990-91, 2013-14, 2015-16, 2018-19 e 2021-22                                                                         |
| semmdolura | Campeonato Espanhol - 4ª Divisão | 3         | 1943-44, 1947-48 e 1969-70                                                                                           |
| REGIONAIS  | REGIONAIS                        | REGIONAIS | REGIONAIS |
|            | Competição                       | Títulos   | Temporadas |
|            | Campeonato Regional da Cantábria | 13        | 1922-23, 1923-24, 1924-25, 1925-26, 1926-27, 1927-28, 1928-29, 1929-30, 1930-31, 1932-33, 1933-34, 1938-39 e 1939-40 |
|            | Copa Luis Redonet                | 4         | 1914, 1915, 1916 e 1917                                                                                              |
| TOTAL      | TOTAL                            | TOTAL     | TOTAL |
|            | Conquistas                       | Títulos   | Categorias |
|            | Títulos oficiais                 | 28        | 11 Nacionais e 17 Regionais                                                                                          |
| ---------- | -------------------------------- | --------- | --- |

### Campanhas de destaque
| DESTAQUES          | DESTAQUES                        |
| Competição         | Resultados                       |
| ------------------ | -------------------------------- |
| La Liga            | Vice-campeão (1930–31)           |
| Segunda División   | Vice-campeão (1974–75 e 2001–02) |
| Segunda División B | Vice-campeão (2016–17 e 2018–19) |
| Tercera División   | Vice-campeão (1968–69)           |
| Copa del Rey       | Semifinais (2007–08 e 2009–10)   |

## Estatísticas

### Participações
|  | Participações na temporada 2019–20 |

| Competição             | Competição          | Temporadas           | Melhor campanha                      | Estreia | Última  | A | R |
| Espanha                | La Liga             | 44                   | Vice-campeão (1930–31)               | 1928    | 2011–12 |   | 9 |
| Espanha                | Segunda División    | 35                   | Campeão (1949–50 e 1959–60)          | 1940–41 | 2019–20 | 8 | 6 |
| Espanha                | Segunda División B  | 6                    | Campeão (1990–91, 2013–14 e 2015–16) | 1990–91 | 2018–19 | 3 | – |
| Espanha                | Tercera División    | 4                    | Campeão (1943–44, 1947–48 e 1969–70) | 1943–44 | 1969–70 | 2 |   |
| Espanha                | Copa del Rey        | 80                   | Semifinais (2007–08 e 2009–10)       | 1924    | 2019–20 |   |   |
|                        | Liga Europa da UEFA | 1                    | Fase de grupos (2008–09)             | 2008–09 | 2008–09 |   |   |
| Taça Intertoto da UEFA | 1                   | Terceira fase (2003) | 2003                                 | 2003    |         |   |   |

## Uniforme

### Uniformes atuais
- 1º - Camisa branca com detalhes verde e preto, calção e meias verdes;
- 2º - Camisa preta, calção e meias pretas;
- 3º - Camisa verde com detalhes pretos, calção e meias verdes.

| Primeiro Uniforme | Segundo Uniforme | Terceiro Uniforme |  |

#### Evolução dos últimos uniformes
- 2011-12

| 1 | 2 | 3 |  |

- 2010-11

| 1 | 2 | 3 |  |

- 2009-10

|  | 1 | 2 | 3 |  |

- 2004-05

|  | 1 | 2 | 3 |  |